# 애디슨병
애디슨병(Addison's disease, Addison disease, chronic adrenal insufficiency, hypocortisolism, hypoadrenalism)은 매우 드문 만성적인 내분비계통 질병으로, 부신이 충분한 양의 스테로이드 호르몬(당질코르티코이드, 무기질코르티코이드)을 생산해내지 못할 때 발생한다.
이 질병의 이름은 영국의 의사인 토머스 애디슨(Thomas Addison)의 이름을 따서 지어졌으며, 그가 1849년에 이 질병에 대해 처음 기술했던 것에서 비롯한다. "Addisonian"이라는 형용사는 이 질병의 특징과 애디슨병을 앓는 사람들을 기술하는데 사용된다.